# Bahnhof Liège-Saint-Lambert

Der Bahnhof Lüttich-St-Lambert (bis September 2018 Lüttich-Palais), (französisch gare de Liège-Saint-Lambert, niederländisch station Luik-Sint-Lambertus) ist ein Fern- und Regionalbahnhof an der belgischen Eisenbahnstrecke 34 (Lüttich–Hasselt) im Zentrum der wallonischen Stadt Lüttich. Er befindet sich in der Nähe des Palais des Princes-Évêques de Liège am Place Saint-Lambert.
Der Bahnhof selbst liegt in einem Trog, das Empfangsgebäude ist daher unterirdisch angelegt. Vier Gleise mit insgesamt zwei Mittelbahnsteigen dienen den verschiedenen InterCity- und L-Linien sowie der S-Bahn Lüttich. Im Jahr 2016 wurde der Bahnhof von 43.000 Fahrgästen wöchentlich genutzt.

## Geschichte

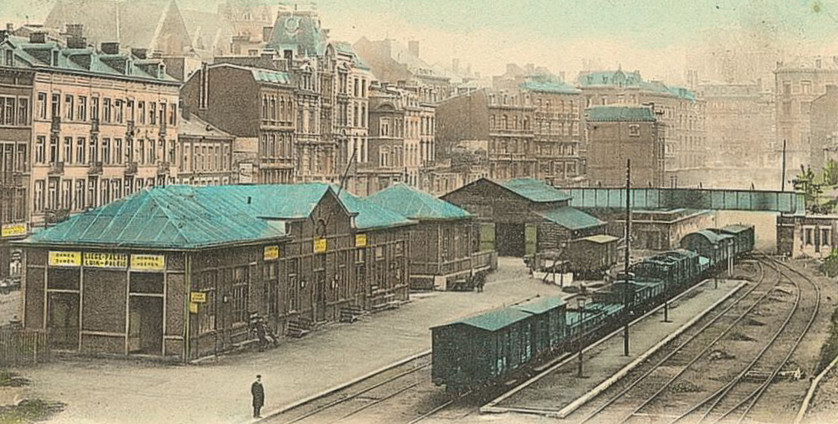
Bahnhof um 1870

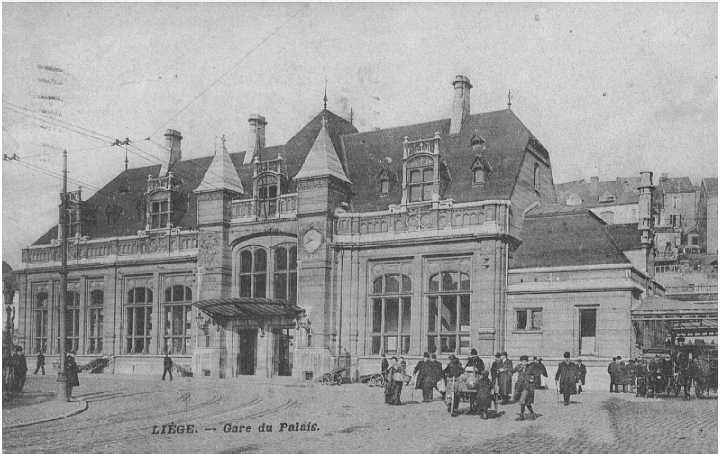
Bahnhof um 1900

Seit 1867 gab es Planungen zum Bau des „Bahnhof Lüttich-Palais“. Zehn Jahre später, am 1. September 1877, wurde die neue Anlage schließlich in Betrieb genommen. Um den Bahnhof Lüttich-Guillemins zu erreichen, musste der Stadtteil Pierreuse mit einem Tunnel unterquert werden. Der zentral gelegene Bahnhof wurde provisorisch mit Holz, Ziegeln und Bitumen angelegt. Erst um 1900 zur Weltausstellung in Lüttich 1905 wurde der Bahnhof im „gotischen Stil“ von dem Architekten Edmond Jamar neu entworfen.
1979 wurde der Bahnhof von 1900 im Rahmen eines umfangreichen Sanierungsprojekts für den Platz Saint-Lambert abgerissen, und um Platz für eine 1980 in Betrieb genommene unterirdische Bahnstation mit einem oberirdischen Teil zu schaffen.
Der Bahnhof erhielt im September 2018 mit der Eröffnung der S-Bahn-Lüttich den Namen Liège-Saint-Lambert.
Seit 2025 ist hier der Umstieg in die Straßenbahn möglich.

## Verbindung nach Aachen
Mit dem Fahrplanwechsel im Dezember 2023 wurden die Linienäste des euregioAIXpress (RE29) westlich von Verviers zwischen der L09 nach Spa-Géronstère und der S-Bahn-Lüttich S41 nach Lüttich-St.Lambert getauscht. Somit verkehrt der RE 29 als S41 wieder durchgehend von Aachen nach Lüttich mit Halt an allen Unterwegsstationen. Seit dem Fahrplanwechsel im Dezember 2024 wird auch in Deutschland die Linienbezeichnung S41 verwendet.

## Verkehr
Stand: 10. Dezember 2023
| Linie | Verlauf | Takt Mo–Fr            | Takt Sa, So           |
| ----- | --- | --------------------- | --------------------- |
| IC 09 | Antwerpen-Centraal – Antwerpen-Berchem – Lier – Aarschot – Hasselt – Tongern – Liège-Saint-Lambert – Liège-Guillemins                                 | –                     | 60 min                |
| IC 18 | Liège-Saint-Lambert – Liège-Guillemins – Huy – Namur – Ottignies – Brüssel-Luxemburg – Brüssel-Schuman – Brüssel-Nord – Brüssel-Central – Brüssel-Süd | 60 min                | –                     |
| IC 25 | (Liers –) Liège-Saint-Lambert – Liège-Guillemins – Namur – Charleroi-Sud – La Louvière-Sud – Mons (– Tournai – Mouscron)                              | 60 min nur Liège–Mons | 60 min Liers–Mouscron |
| IC 33 | Liers – Liège-Saint-Lambert – Liège-Guillemins – Gouvy – Luxemburg                                                                                    | 120 min               | 120 min               |
| L 15  | Liers – Liège-Saint-Lambert – Liège-Guillemins – Rivage – Marloie                                                                                     | 60 min                | 120 min               |
| S 41  | Liège-Saint-Lambert – Liège-Guillemins – Angleur – Pepinster – Verviers-Central – Welkenraedt – Aachen Hbf                                            | 60 min                | 60 min                |
| S 41  | Hasselt – Tongern – Herstal – Liège-Saint-Lambert – Liège-Guillemins – Angleur – Pepinster – Verviers-Central                                         | 60 min                | –                     |
| S 42  | Liers – Herstal – Liège-Saint-Lambert – Liège-Guillemins – Seraing – Flémalle-Haute                                                                   | 60 min                | 60 min                |
| P     | verschiedene Verstärkerfahrten | HVZ                   | –                     |
| ICT   | verschiedene Fahrten von/zu touristischen Orten | Touristensaison       | Touristensaison       |